# 이윤건
이윤건(본명 : 이찬영, 1970년 7월 27일 ~ )은 대한민국의 배우이다. 동국대학교 연극영화과를 졸업했다.

## 학력
- 동국대학교 연극영화과 졸업

## 출연

### 영화
- 《러브 러브》 (1998년) : 리셉셔니스트
- 《파란 대문》 (1998년) : 형사
- 《쉬리》 (1999년) : 특별조사반
- 《산전수전》 (1999년) : 스쿠버 강사
- 《세기말》 (1999년) : 박 교수
- 《아나키스트》 (2000년) : 구보다
- 《청춘》 (2000년) : 담임
- 《소름》 (2001년) : 상철
- 《세이 예스》 (2001년) : 김 형사
- 《취화선》 (2002년) : 변원규
- 《H》 (2002년) : 검시관
- 《블루》 (2003년) : 조 상사
- 《스캔들: 조선남녀상열지사》 (2003년) : 윤종원
- 《태극기 휘날리며》 (2004년) : 작전 장교
- 《잠복근무》 (2005년) : 강철
- 《청연》 (2005년) : 김상수
- 《잘 살아보세》 (2006년) : 비서관 (우정출연)
- 《폭력써클》 (2006년) : 형사
- 《검은 집》 (2007년) : 강기태
- 《울학교 이티》 (2008년) : 병진
- 《라라 선샤인》 (2009년) : 박철웅
- 《킬미》 (2009년) : 스타렉스남
- 《나는 행복합니다》 (2009년) : 만철
- 《화이트: 저주의 멜로디》 (2011년) : 박형사
- 《관상》 (2013년) : 조상용
- 《내 심장을 쏴라》 (2015년) :   류재민
- 《사랑이 이긴다》 (2015년) : 학생주임
- 《고산자, 대동여지도》 (2016년) : 포도대장
- 《내게 남은 사랑을》 (2017년) : 민재
- 《강철비》 (2017년) : 박용건
- 《궁합》 (2018년) : 박인
- 《명당》 (2018년) : 순조
- 《속물들》 (2019년) : 판사
- 《용루각: 비정도시》 (2020년) : 호철

### 드라마
- 《히트》 (2007년, MBC) - 배도건 역
- 《연인이여》 (2007년, SBS)
- 《스포트라이트》 (2008년, MBC)
- 《포세이돈》 (2011년, KBS2)
- 《유혹》 (2014년, SBS)
- 《하녀들》 (2014년, JTBC)
- 《왕이 된 남자》 (2019년, tvN) - 유호준 역
- 《녹두꽃》 (2019년, SBS) - 고종 역
- 《꽃파당: 조선혼담공작소》 (2019년, JTBC) - 이문석 역
- 《굿파트너》 (2024년, SBS) - 한명종 역
- 《내 여자친구는 상남자》 (2025년, KBS2) - 김순호 역